# Tränenwege
Als Tränenwege (lateinisch Viae lacrimales) werden die anatomischen Strukturen des Tränenapparates bezeichnet, die der Ableitung der von den Tränendrüsen gebildeten Tränenflüssigkeit zur Nase dienen. Zu den Tränenwegen gehören die beiden Tränenpunkte und Tränenkanälchen, der Tränensack sowie der Tränen-Nasen-Gang.
Bei normaler Tränenproduktion leiten die Tränenwege die Tränenflüssigkeit in die Nase ab, wo sie in den Rachen abfließt. Erst bei vermehrter Tränenproduktion oder Störung des Abflusssystems kommt es zu einem Überlaufen der Tränenflüssigkeit über den Lidrand, was als Epiphora (griechisch für „Tränenträufeln“) bezeichnet wird.

Tränendrüse (a) und Tränenwege:
b = oberes Tränenpünktchen
c = oberes Tränenröhrchen
d = Tränensack
e = unteres Tränenpünktchen
f = unteres Tränenröhrchen
g = Tränennasengang

## Aufbau und Funktionsweise beim Menschen

### Häutige Tränenwegspassage

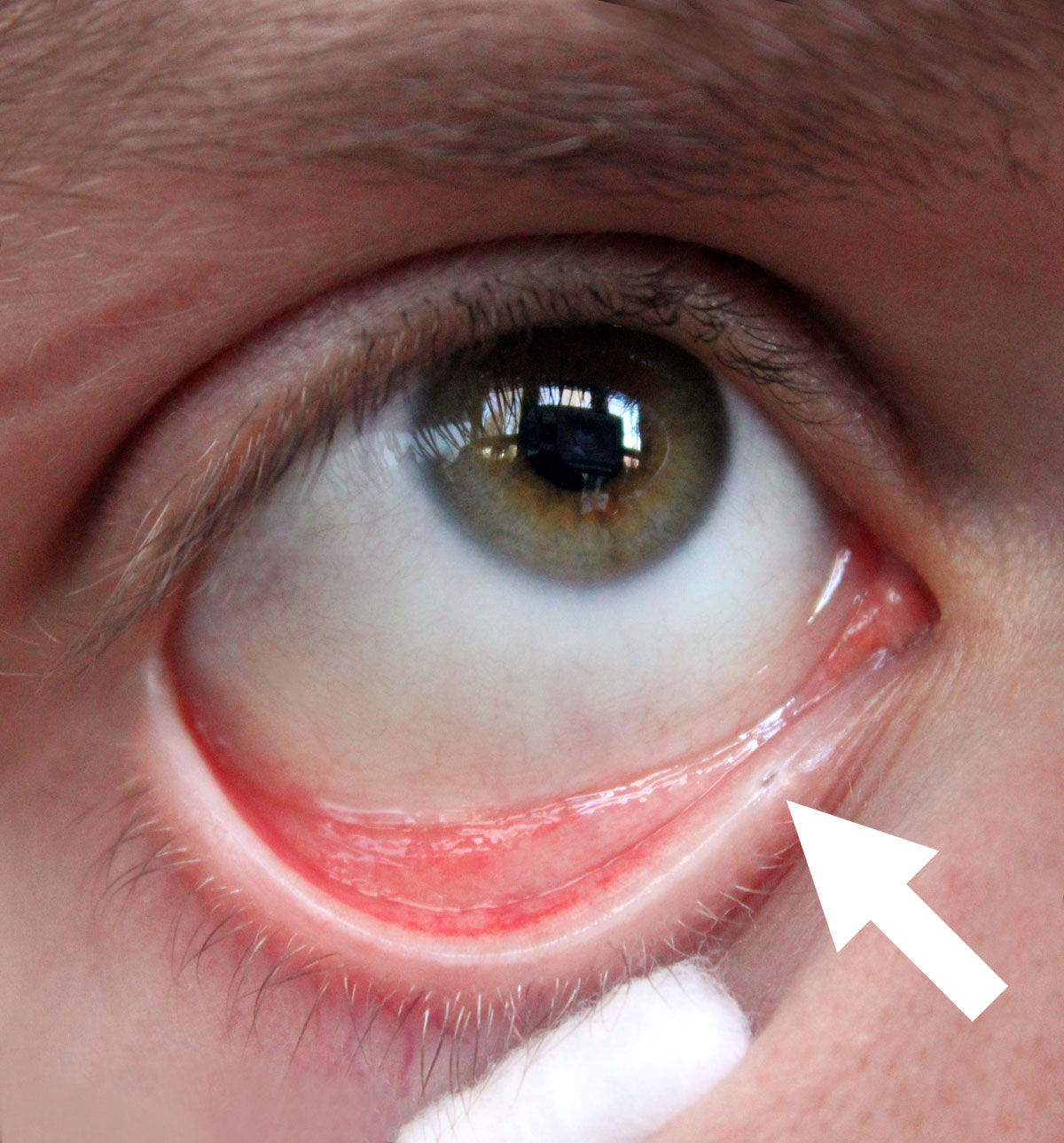
Unteres Tränenpünktchen (e in der Zeichnung oben)

Die Tränenflüssigkeit wird durch den Lidschlag über die Hornhaut verteilt und hält diese feucht. Am nasenseitigen Lidwinkel sammelt sie sich zum Tränensee (Lacus lacrimalis). Von dort wird sie durch zwei punktförmige Öffnungen, die oberen und unteren Tränenpunkte (Puncta lacrimalia), in die Tränenwege abgeleitet. Die Tränenpunkte sind je mit einem Ringmuskel ausgestattet, der ihre Öffnung (0,34–0,64 mm) verschließen kann.
Von jedem Tränenpunkt führt jeweils ein Tränenkanälchen (Canaliculus lacrimalis, synonym Tränenröhrchen) die Flüssigkeit zunächst 1,5–2 mm ungefähr vertikal, dann in einem spitzen Bogen umbiegend in den etwa 6–8 mm langen horizontalen Teil ab. In der Regel vereinigen sich oberes und unteres Tränenkanälchen jederseits zu einem horizontal verlaufenden gemeinsamen Tränengang (Ductus lacrimalis communis), der feingeweblich als zum Tränensack (Saccus lacrimalis) gehörend angesehen wird, in den er mündet. Der Tränensack liegt ebenfalls noch in der Augenhöhle, in einer seichten Grube (Fossa sacci lacrimalis) des Tränenbeins (Os lacrimale). Er misst beim Menschen etwa 12 mm in der Vertikalen und etwa 4 mm in der Horizontalen und hat ein durchschnittliches Volumen von 20 µl.
Der Augenringmuskel Musculus orbicularis oculi der mimischen Muskulatur kann, vermittelt über eine sehnige Struktur, das Lidbändchen, den Tränensack komprimieren und dadurch einen Über- beziehungsweise Unterdruck erzeugen. Damit wird Tränenflüssigkeit angesaugt beziehungsweise in den weiterleitenden Tränen-Nasen-Gang (Ductus nasolacrimalis) gedrückt. Dieser Tränen-Nasen-Gang ist allseits von knöchernen Strukturen umgeben und mündet beim Menschen nach maximal 5 mm in den unteren Nasengang der Nasenhöhle. Die Mündungsstelle des Tränen-Nasen-Ganges verhält sich tierartlich-vergleichend sehr verschieden. Selbst innerhalb einer Art kann die Mündung in der Mitte des unteren Nasengangs oder erst im Nasenvorhof liegen, wie beispielsweise bei Hunden. An der Einmündung in die Nasenschleimhaut wirkt die Hasner-Falte (Plica lacrimalis) als Ventil und verhindert ein Zurückfließen. In der Nase dient die Tränenflüssigkeit der Befeuchtung der Nasenschleimhaut und fließt in den Rachen ab.
Der häutige Tränenwegsschlauch weist eine Vielzahl an Engstellen, Falten und Buchten auf, die in Fließrichtung passiert werden:
- Bochdalek-Falte
- Rosenmüller-Falte
- Arlt-Sinus
- Kraus- oder Berault-Falte
- Spiralfalte nach Hyrtl
- Taillefer-Klappe
- Hasner-Falte: Schleimhautfalte an der Mündung des Tränen-Nasen-Gangs

Die Tränenkanälchen sind mit einem mehrschichtigen Plattenepithel, die übrigen Tränenwege mit einem mehrreihigen Zylinderepithel ausgekleidet. Darunter liegt lockeres Bindegewebe, in welches ein ausgedehntes venöses Geflecht (Plexus) eingebettet ist. Die Pulsation der Blutgefäße unterstützt den Tränenabfluss.

### Knöchernes Stützskelett der Tränenwege
Die von Knochen umgebene Tränenwegspassage beginnt an der Tränengrube (Fossa sacci lacrimalis), die nach vorne und hinten durch eine Knochenleiste (Crista lacrimalis) des Tränenbeins (Os lacrimale) abgesetzt wird. Den knöchernen Begrenzungen des Tränenkanals sind im oberen Abschnitt die Siebbeinzellen, im unteren Abschnitt der mittlere Nasengang benachbart. Dem schließt sich nach unten hin eine Rinne des Oberkieferknochens (Sulcus lacrimalis maxillae) an, nasenwärts von einem Vorsprung des Nasenbeins (Processus lacrimalis des Os conchale) begrenzt. Der Tränenkanal mündet mit dem Ostium nasolacrimale in den unteren Nasengang.
Die Maße der knöchernen Passage im menschlichen Gesichtsschädel variieren in Abhängigkeit von dessen Form. Die Länge der Tränengrube beträgt durchschnittlich etwa 16 mm, ihre Breite 5–6 mm; der Tränenkanal ist zwischen 12 und 15 mm lang. Im Verlauf nach unten und hinten weichen die Kanäle beider Seiten in einem Winkel von 15–25 ° bezüglich der Medianebene auseinander.

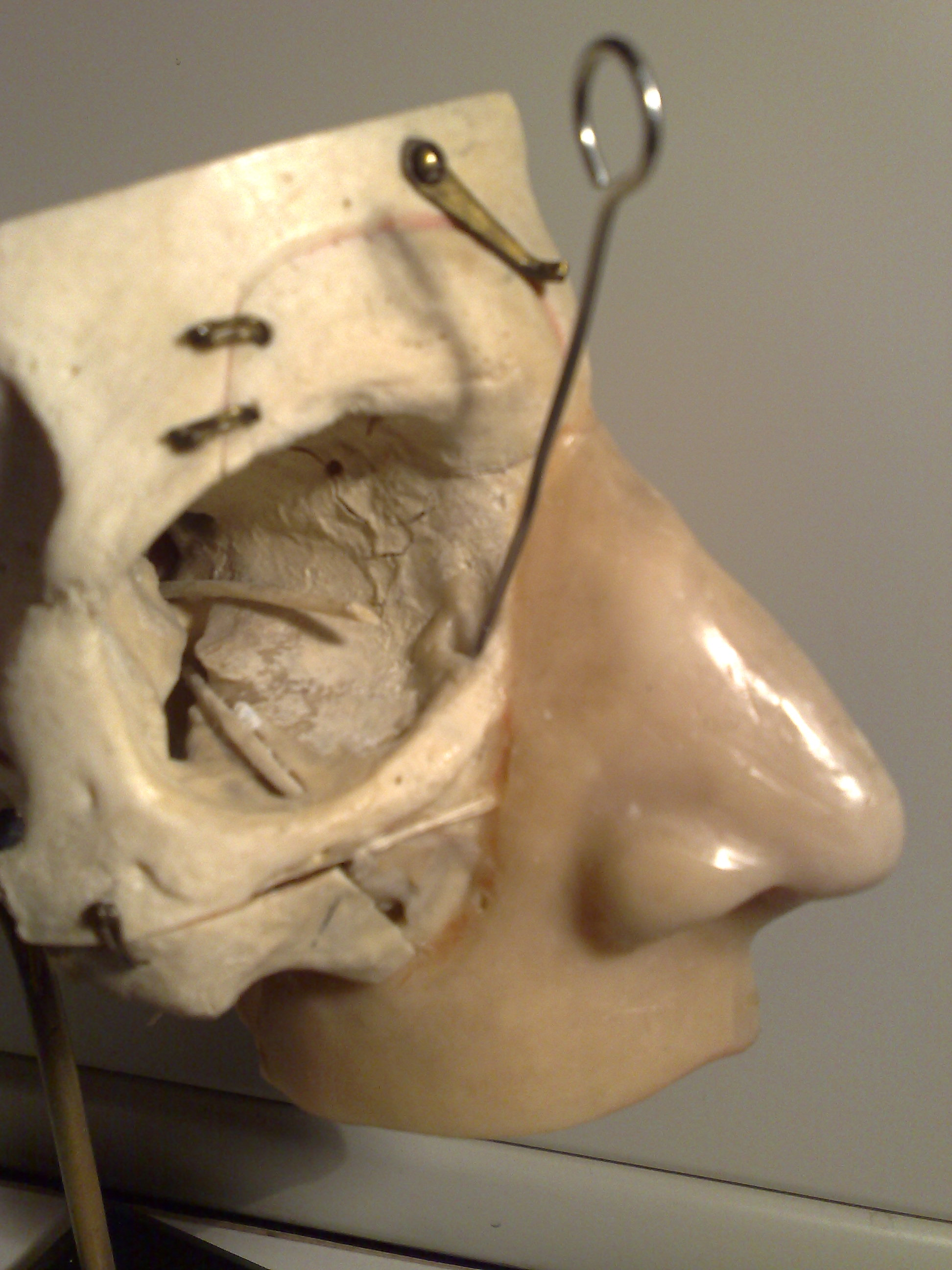
Die knöcherne Passage des Tränennasengangs beginnt in der Tränengrube
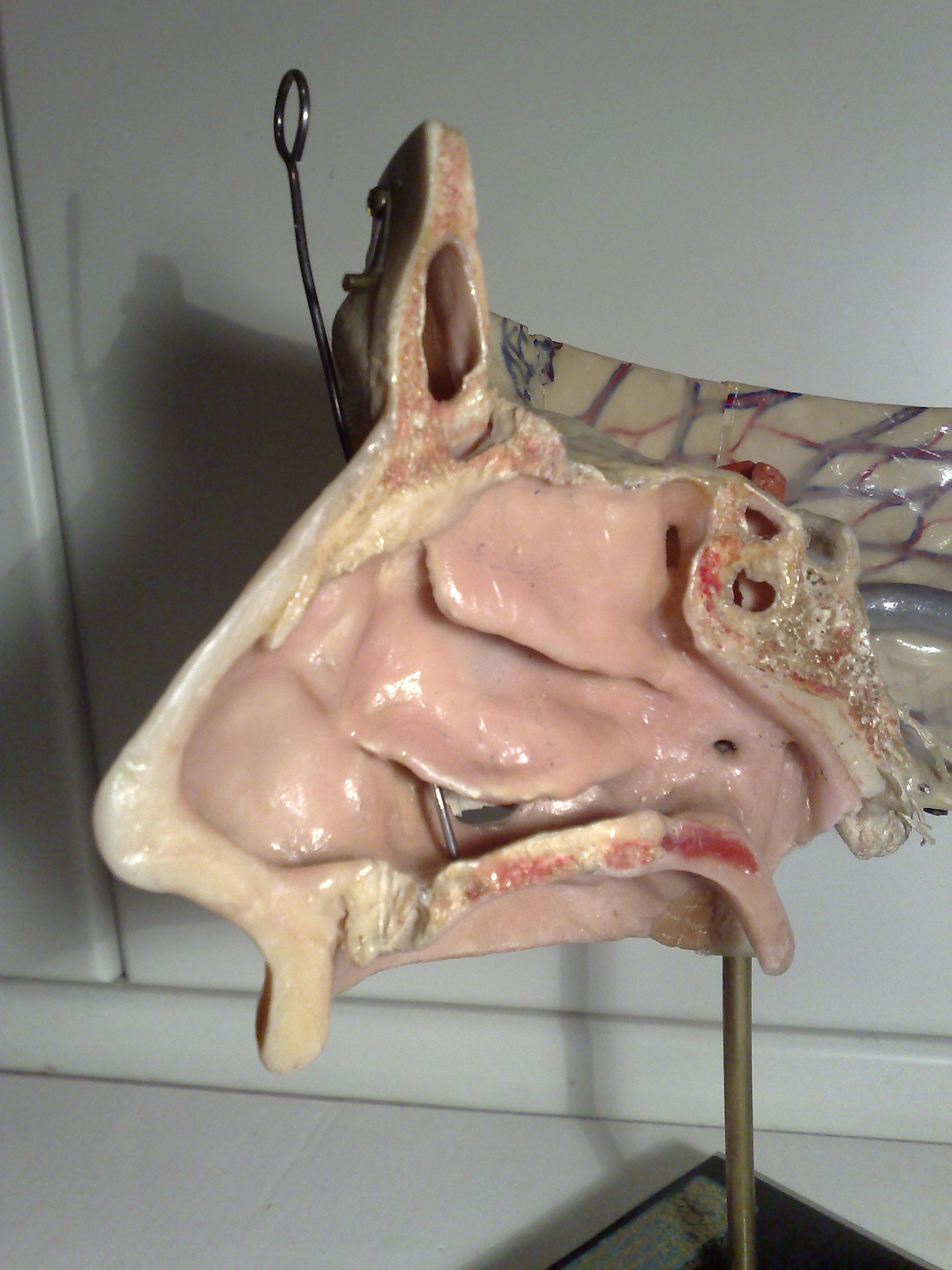
Austritt der Tränennasengangssonde unterhalb der unteren Nasenmuschel

### Entwicklungsgeschichte
Ab einer Embryonenlänge von etwa 8 mm lässt sich die Tränenrinne nachweisen. Sie ist am seitlichen Nasenfortsatz gelegen und fungiert als Wachstumsschiene für die häutigen Tränenwege. Diese wachsen zunächst als solide Epithelstränge in das Mesenchym ein.
Am hinteren Ende sprossen zwei Hohlstränge in Richtung des nasenwärtigen Lidwinkels. Ihre Verwachsungen mit dem Lidrandepithel stellen die Tränenpünktchen dar. Der distale Anteil sprosst in den unteren Nasengang ein. Ab dem 3. Monat beginnt die Aushöhlung dieser soliden Stränge, so dass bis zum 5.–6. Monat der Entwicklung sowohl die Tränenpünktchen als auch der Zugang zur Nase eröffnet ist. Letzterer Schritt bleibt bei etwa 70 % der Fälle bis zum Zeitpunkt der Geburt aus (siehe Kongenitale Stenose).

## Tränenwege bei Tieren

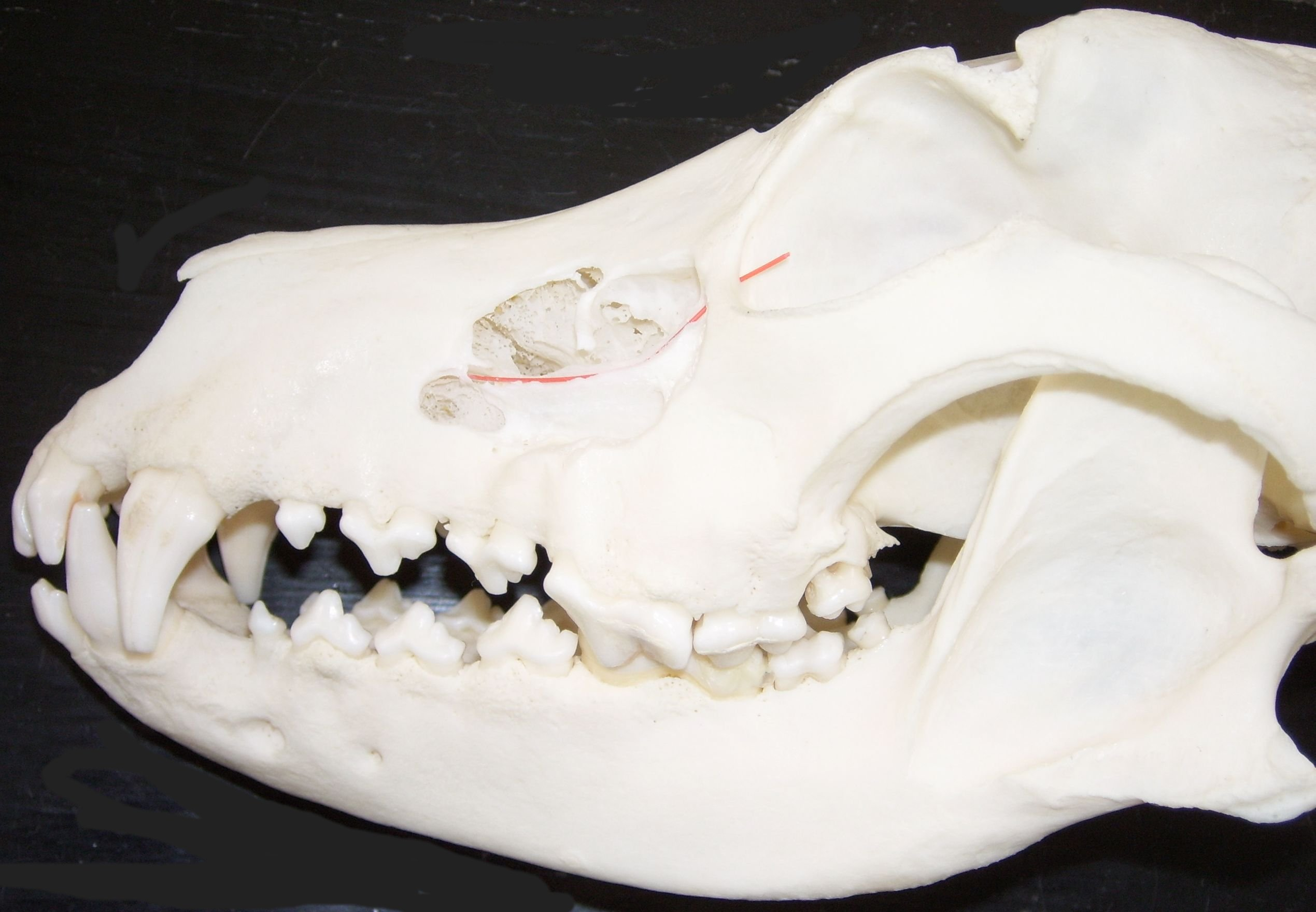
Verlauf des Tränen-Nasen-Gangs beim Hund, die Kieferhöhle ist eröffnet

Die anatomischen Strukturen der Tränenwege von Säugetieren sind grundsätzlich ähnlich aufgebaut. Es gibt jedoch auch Abweichungen: So ist bei einigen Säugetieren (z. B. Kaninchen) auf jeder Seite nur ein Tränenpunkt ausgebildet. Bei Elefanten und Seehunden fehlen diese gänzlich.

## Untersuchungstechniken

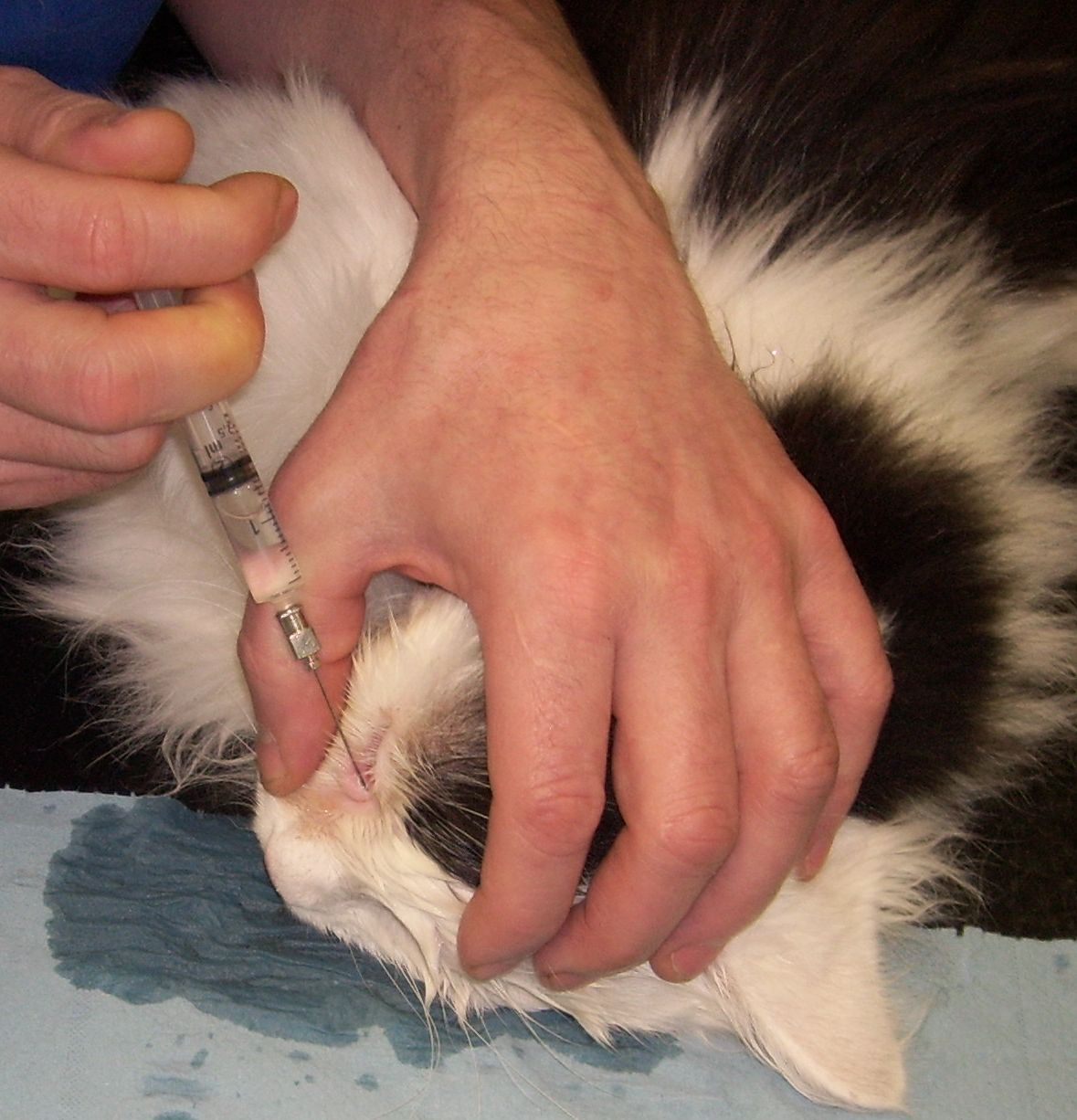
Spülung der Tränenabflusswege bei einer Katze

Beim Farbstofftest wird ein Farbstoff in den Bindehautsack gegeben. Bei normal funktionierenden Tränenwegen sollte der Farbstoff nach kurzer Zeit (etwa 5 min.) abtransportiert sein und sich nicht mehr im Bindehautsack finden lassen. Beim Jones-Test wird ebenfalls ein Farbstoff in den Bindehautsack gegeben. Der Test wird als negativ bezeichnet, wenn kein Farbstoff im Ausführungsgang in der Nase gefunden wird. Dies ist ein Hinweis auf Undurchgängigkeit der Tränenwege.
Bei der Tränenwegssondierung und -spülung werden mit einer speziellen stumpfen Tränenwegskanüle die Tränenwege auf Passierbarkeit und schließlich Spülbarkeit untersucht. Der knöcherne Anteil der Tränenwege kann auf diese Weise nur bei einem narkotisierten Patienten untersucht werden.
Von den bildgebenden Verfahren sind vor allem die Röntgenuntersuchung mit Kontrastmittel (Dakryozystographie, DCG), gegebenenfalls in digitaler Subtraktionstechnik sowie die Computertomographie (CT-Dakryozystographie) von Bedeutung. Magnetresonanztomographie, Szintigraphie, Ultraschalluntersuchung und Endoskopie können für Spezialfälle ebenfalls zur Diagnostik herangezogen werden.

## Erkrankungen und Funktionsstörungen

### Überproduktion von Tränenflüssigkeit
Erst bei einer überschüssigen Tränenproduktion (zum Beispiel durch Entzündungen der Bindehaut oder beim Menschen auch emotional bedingt) reicht die Transportkapazität dieses ableitenden Systems nicht aus und der Tränensee läuft über die Lidkante, dann „kullern die Tränen“ über das Gesicht. Gleichzeitig kommt es auch zu einem erhöhten Flüssigkeitsvolumen in der Nasenhöhle (die Nase tropft).

### Fehlstellung der Lider
Bei einer Fehlstellung der Lider nach auswärts (Ektropium) tauchen die Tränenpünktchen nicht mehr in den Tränensee ein. Die Tränenflüssigkeit kann dadurch nicht in die Tränenwege gelangen und es kommt zu Tränenträufeln. Eine operative Korrektur der Lidfehlstellung ist in diesen Fällen erforderlich.

### Verstopfung und Einengung
Auch bei einer angeborenen (Fehlbildung) beispielsweise beim Chitty-Hall-Baraitser-Syndrom oder erworbenen Verstopfung oder Einengung (Stenose) der Tränenabflusswege, etwa durch bakterielle Infekte oder Entzündungen der Nase (Schnupfen) mit Zuschwellen der Öffnung des Tränen-Nasen-Gangs oder selten auch durch Dakryolithen, kommt es zu einem Tränenfluss über die Lidkante. Die Engstellung kann sowohl im Bereich der Tränenkanälchen (präsaccal) oder im Bereich des Saccusausgangs bzw. des Tränennasengangs (postsaccal) auftreten. Wenn eine medikamentöse Therapie nicht ausreicht, können die natürlichen Tränenwege operativ wiederhergestellt werden (z. B. mittels Tränenwegsendoskopie, einer Weiterentwicklung der bereits 1713 durch Dominique Anel zur Eröffnung eines verlegten Tränenkanals benutzten Methode mit Spritze und Sonde) oder eine Umgehung (Bypass) der Engstelle zur Nase geschaffen werden. In Einzelfällen ist die Einpflanzung einer Tränenwegsprothese erforderlich. Bei allen operativen Eingriffen an den Tränenwegen ist in aller Regel eine Narkose erforderlich.

### Kongenitale Stenose
Bei Kindern verhindert manchmal eine sich nicht öffnende Hasner-Klappe (s. o.) den Abtransport der Tränen (kongenitale Tränenwegsstenose). In diesen Fällen kann mit einer speziellen stumpfen Tränenwegskanüle der Tränenweg sondiert und gespült werden. Da dieser Eingriff schmerzhaft ist, sollte er in Narkose durchgeführt werden. Bei einigen seltenen Syndromen kann eine Stenose bestehen, z. B. beim Branchio-oto-renales Syndrom oder dem Saethre-Chotzen-Syndrom.

### Aplasie
Angeborenes Fehlen der Tränentränengänge ist sehr selten und kommt beim Schädel-Gesicht-Schwerhörigkeit-Hand-Syndrom (Sommer-Young-Wee-Frye-Syndrom) vor.

### Entzündungen
Eine Entzündung des Tränensacks wird als Dakryozystitis bezeichnet. Pathologisch handelt es sich um ein Empyem. Es kommt hierbei zu einer schmerzhaften Schwellung im Bereich des Tränensackes. Manchmal entleert sich Eiter spontan über die Haut, in Einzelfällen muss der Tränensack durch eine Stichinzision entlastet werden. Eine antibiotische Therapie ist meistens erforderlich. Durch die anatomische Nähe zu Blutgefäßen, die in das Gehirn ziehen (Vena angularis), können lebensbedrohliche Komplikationen entstehen. Da zumeist eine Abflussstörung die Ursache für die Entzündung bildet, ist letztendlich oft eine operative Sanierung notwendig.
Auch die Tränenkanälchen können sich entzünden (Canaliculitis) und zu einer schmerzhaften Schwellung führen. Oft sind bakterielle Entzündungen und/oder Tränenwegssteinchen (Dakryolithen) die Ursache hierfür. Eine antibiotische Therapie ist oft erforderlich, gegebenenfalls auch eine operative Entfernung der Tränenwegssteinchen.

### Verletzungen
Bei Verletzung der Lider nasalwärts der Tränenpünktchen kann es zu einer Beteiligung der Tränenkanälchen kommen. Eine Verletzung der Tränenwege muss rechtzeitig erkannt werden und eine operative Wiederherstellung der Tränenkanälchen durchgeführt werden, da es sonst zu einer Narbenheilung und Funktionsverlust mit Tränenträufeln kommen kann.